# Kuoshnoaivi
Kuoshnoaivi är en kulle i Finland. Den ligger i Enare i landskapet Lappland, i den norra delen av landet, 1 000 km norr om huvudstaden Helsingfors. Toppen på Kuoshnoaivi är 201 meter över havet.
Terrängen runt Kuoshnoaivi är huvudsakligen platt.  Trakten runt Kuoshnoaivi är nära nog obefolkad, med mindre än två invånare per kvadratkilometer. Det finns inga samhällen i närheten. 